# Edelschrott
Edelschrott – gmina targowa w Austrii, w kraju związkowym Styria, w powiecie Voitsberg. Liczy 1774 mieszkańców (1 stycznia 2015).